# Just What I Needed
«Just What I Needed» es una canción de la banda estadounidense The Cars, lanzada como primer sencillo de su álbum debut de 1978 The Cars, bajo el sello Elektra Records. Después de ganar exposición en forma de demo, la canción se convirtió en un sencillo satisfactorio para The Cars, escalando al top 30 en Estados Unidos. Apareciendo en gran cantidad de discos compilatorios, Just What I Needed se convirtió en una de las canciones más reconocidas del grupo.
El riff inicial de la canción se basó en "Yummy Yummy Yummy", del grupo Ohio Express. El vocalista principal de la canción es el bajista Benjamin Orr, que también se encarga de las voces en algunos éxitos de The Cars, como "Drive", "Candy-O" y "Let's Go".

## Créditos
- Benjamin Orr – bajo, voz
- Elliot Easton – voz
- Greg Hawkes – teclados
- Ric Ocasek – voz, guitarra
- David Robinson – batería